# Predavec Križevački
Predavec Križevački – wieś w Chorwacji, w żupanii kopriwnicko-kriżewczyńskiej, w gminie Sveti Ivan Žabno. W 2011 roku liczyła 111 mieszkańców.